# Rapport de masse
Le rapport de masse est le rapport entre la quantité de carburant embarquée par un astronef à moteur-fusée et la masse totale de sa structure. Afin de se soustraire à la gravité terrestre et de se placer en orbite, la masse de la structure à vide doit représenter entre 1/10e et 1/25e de la masse totale de l'aéronef avec son carburant et sa charge utile. Au-dessous d'un rapport de 1/10, avec les carburants conventionnels actuels, la mise sur orbite est impossible à partir de la Terre. Le calcul du rapport de masse se base sur l'équation de Tsiolkovski.